# Cambra del Poble

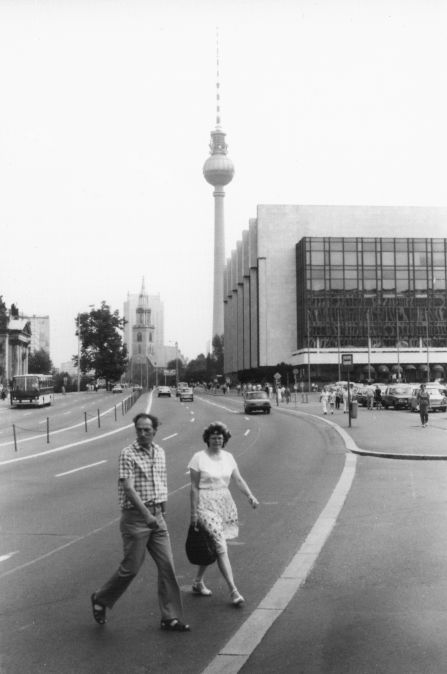
El Palau de la República (a la dreta) l'any 1989, quan encara era seu de la Cambra del Poble

La Cambra del Poble (en alemany: Volkskammer) era el parlament de la República Democràtica Alemanya (RDA), que a partir de 1976 va començar a funcionar a l'edifici conegut com el Palau de la República. Des de la seva creació l'any 1949 i fins a la realització d'eleccions multipartidistes el 18 de març de 1990, tots els seus membres eren elegits d'una aliança electoral, el Front Nacional, controlada pel Partit Socialista Unificat d'Alemanya (SED).
Si bé altres partits polítics funcionaven i integraven l'aliança, el predomini del SED estava garantit per la Constitució, pel que la República Democràtica Alemanya era de fet un Estat socialista de partit únic. També tenien representació a la Cambra del Poble diverses organitzacions de masses, com la Federació Alemanya de Sindicats Lliures (FDGB) i la Joventut Lliure Alemanya (FDJ).
La Cambra del Poble tenia un poder nominal molt gran, sent responsable de la designació del Consell d'Estat, el de Ministres, i del President del Consell de Defensa Nacional. Tanmateix, el seu poder real era limitat en dirimir-se bona part dels assumptes polítics dins del mateix SED. Un dels pocs desacords notoris que va mostrar el parlament davant del SED va ser la negativa de 15 i l'abstenció de 8 parlamentaris de la Unió Demòcrata Cristiana respecte a l'aprovació de la llei de legalització de l'avortament.

## Representació parlamentària
Taula de repartició d'escons a la Cambra del Poble durant el període comprès entre 1981 i 1986:
| Organització                                | Acrònim | Escons |
| ------------------------------------------- | ------- | ------ |
| Partit Socialista Unificat d'Alemanya       | SED     | 127    |
| Federació Alemanya de Sindicats Lliures     | FDGB    | 68     |
| Unió Demòcrata Cristiana                    | CDU     | 52     |
| Partit Liberal Democràtic d'Alemanya        | LPDP    | 52     |
| Partit Democràtic de la Pagesia d'Alemanya  | DBD     | 52     |
| Partit Nacional Democràtic d'Alemanya       | NDPD    | 52     |
| Joventut Lliure Alemanya                    | FDJ     | 50     |
| Federació de Dones Democràtiques d'Alemanya | DFD     | 35     |
| Associació Cultural de la RDA               | KB      | 22     |

Disposició dels partits després de les eleccions dutes a terme el 18 de març de 1990:
| Organització                                                       | Acrònim       | Escons |
| ------------------------------------------------------------------ | ------------- | ------ |
| Aliança per Alemanya                                               | CDU, DA, DSU  | 192    |
| Partit Socialdemòcrata d'Alemanya                                  | SPD           | 88     |
| Partit del Socialisme Democràtic                                   | PDS           | 66     |
| Associació de Demòcrates Lliures                                   | DFP, FDP, LDP | 21     |
| Aliança 90                                                         | B90           | 12     |
| Partit Verd d'Alemanya Oriental i Associació de Dones Independents | Grüne, UFV    | 8      |
| Partit Democràtic Nacional d'Alemanya                              | NDPD          | 2      |
| Federació Democràtica de Dones d'Alemanya                          | DFD           | 1      |
| Esquerra Unida                                                     | VL            | 1      |